# Kelly Oubre
Kelly Paul Oubre Jr. (ur. 9 grudnia 1995 w Nowym Orleanie) – amerykański koszykarz, występujący na pozycjach obrońcy oraz skrzydłowego, od 2023 zawodnik zespołu Philadelphia 76ers.
W 2014 wystąpił w meczu wschodzących gwiazd - Nike Hoop Summit oraz McDonald’s All-American.
17 grudnia 2018 trafił w wyniku wymiany do Phoenix Suns.
16 listopada 2020 został wymieniony do Oklahoma City Thunder.
20 listopada 2020 został wytransferowany do Golden State Warriors. 7 sierpnia 2021 dołączył do Charlotte Hornets. 26 września 2023 został zawodnikiem Philadelphia 76ers.

## Osiągnięcia
Stan na 28 września 2023, na podstawie, o ile nie zaznaczono inaczej.
NCAA
- Uczestnik turnieju NCAA (2015)
- Mistrz sezonu regularnego konferencji Big 12 (2015)
- Zaliczony do[9]:
  - I składu:
    - debiutantów Big 12 (2015)
    - nowo przybyłych zawodników Big 12 (2015)

  - składu honorable mention All-Big 12 (2015)